# E o Vento Levou (telenovela)
E o Vento Levou foi uma telenovela brasileira produzida e exibida pela extinta TV Tupi e estreada em 07 de março de 1956. Foi baseada  no filme homônimo - Gone with the Wind - estrelado por Vivien Leigh, Clark Gable e Olivia de Havilland. que por sua vez fora adaptado da obra de Margaret Mitchell. A direção coube a Dionísio Azevedo.  

## Elenco
| Ator            | Personagem       |
| --------------- | ---------------- |
| Maria Fernanda  | Scarlett O'Hara  |
| Lima Duarte     | Rhett Butler     |
| Lia de Aguiar   | Melanie Hamilton |
| Fábio Cardoso   | Ashley Wilkes    |
| Jaime Barcellos | Gerald O'Hara    |
| Norah Fontes    |                  |
| Geni Prado      |                  |
| Luís Gustavo    |                  |
| Célia Rodrigues |                  |
| Wania Martini   |                  |
| Geraldo Louzano |                  |